# パエニバシラス・ポリミキサ
パエニバシラス・ポリミキサ（Paenibacillus polymyxa）とはグラム陽性の真正細菌の種の一つである。バシラス・ポリミキサ（Bacillus polymyxa）はこの種のシノニムである。窒素固定能を持つ。

## 分布と特徴
土壌、植物根、海中の堆積物に分布する。底生魚codの腸内からも発見されている。
パエニバシラス・ポリミキサはグラム陽性の通性嫌気性桿菌である。細胞の大きさは0.6-3.0μmである。寒天培地では青白いコロニーを形成する。植物病原性は現在のところ発見されていない。周鞭毛とそれによる遊走運動性を有する。
繁殖は芽胞により行われる。芽胞は母細胞よりも大きく、楕円形である。環境が生育に適したものとなったときに発芽する。発芽条件には熱活性化や栄養分(フルクトースとL-アラニンの混合物など)が含まれる。芽胞の耐熱性にはある種の有機酸が関与している。
通性嫌気性であり、酸素濃度が一定以上のとき好気呼吸を、一定以下のとき発酵を行う。グルコース、スクロース、マルトース、アラビノースといった多様な有機化合物を炭素源とすることができる。アセトイン、乳酸、エタノールなど多様な有機化合物を合成することができる。生育温度とpHによっては酢酸産生の発酵過程で水素ガスを高効率で生産する。この発酵では酢酸と水素と二酸化炭素が生成される。
パエニバシラス・ポリミキサは窒素固定能、植物成長促進ホルモンの産生、加水分解酵素の産生、植物や人間の病原菌に対する抗生物質の産生など多様な能力を持つ。植物のリン酸の吸収や土壌の空隙率を向上させるなど、農業上役に立つ。生態系に大きな役割を持ち、化学工業においても有用である。

## 生育条件
パエニバシラス・ポリミキサは中温性で、最適生育温度が30℃、最適生育pHが4-7である。TSAg培地で室内条件で生育させることが可能である。

## 利用

### 農業・園芸
パエニバシラス・ポリミキサは植物の根に生息し、植物と共生関係にある。植物の生長を促進する効果を持ち、土壌接種剤として農業と園芸分野に利用されている。パエニバシラス・ポリミキサはサイトカイニン様ホルモン、オーキシン、エチレン、ジベレリンを産生する。これらの植物ホルモンは植物の根を発達させ、植物の生育を促進する。また、根毛の発生を促進し、植物を土壌環境の物理的変化に強くする。
抗生物質も産生し、これは根圏の免疫活性を高める。パエニバシラス・ポリミキサとの根圏における競合は植物病原真菌２種Gaeumannomyces graminis var. triticiとFusarium oxysporumの活性を減少させることが確認されている。競合はビブリオ属細菌やその他の人間および動物病原菌に対しても存在する。植物病原菌、主に真菌に対して感染性を持つ。
パエニバシラス・ポリミキサはトマトにおける細菌Ralstonia solanacearum由来の萎凋病を防止する。R. solanacearumは感染植物の土壌から単離された。根から植物体内に浸入し、木部の道管で繁殖する。そして、細胞数が増えるとこの病原菌は植物体内の水分や栄養の輸送を阻害する。パエニバシラス・ポリミキサは根にバイオフィルムを形成することで、R. solanacearumの植物への浸入を予防する。
窒素固定能を持ち、植物が利用可能な窒素源のアンモニアを土壌へと供給する。パエニバシラス・ポリミキサはある種の有機化合物を土壌へと放出し、土壌の構造を変化かつ空隙率を増加させる。これにより土壌は植物にとってより有利な環境となる。この有機化合には細胞外高分子物質が含まれ、これはバイオフィルムを構成する。このバイオフィルムは植物病原菌から植物根を守る。

### 医療・衛生
パエニバシラス・ポリミキサは抗生物質の生産菌として医療や食品衛生の分野で利用されている。複数の株はポリミキシンやパエニバシリンpaenibacillin、フザリシジンfusaricidin
を生産する。ポリミキシンE1（コリスチン）は家畜の肉やエビの幼体において病原菌の繁殖を押さえる。ポリミキシンBは膀胱など局所用の殺菌剤であり、経口薬のほか、化膿性の皮膚症用のクリームにも使用される。パエニバシラス・ポリミキサ由来の界面活性剤はBacillus subtilis、Micrococcus luteus、Pseudomonas aeruginosa、Staphylococcus aureus及びStreptococcus bovisのバイオフィルムを破壊する。

### 細胞分離
パエニバシラス・ポリミキサは細胞分散用プロテアーゼのディスパーゼの供給源となる。ディスパーゼは組織からの細胞(例えば上皮細胞)の分離や剥離に用いられる。

### 環境浄化
2,3-ブタンジオールといった凝集剤を生産するため、廃水の浄化処理に用いられる。パエニバシラス・ポリミキサの凝集剤は廃水処理のほか、石炭からの汚染物質フライアッシュの凝集に有効である。フライアッシュの構成物質である赤鉄鉱や黄鉄鉱、黄銅鉱を分離させる。
パエニバシラス・ポリミキサはバイオレメディエーションに有効である。この細菌が形成するバイオフィルムは重金属のカドミウム（Cd2+）を吸収し、水溶液から除去する
。このため、安価かつ迅速なカドミウム除去剤としての実用化が期待されている。この細菌はまた水や廃水からのリアクティブブルー4、通常の浄水工程で容易に除去されない青色染料、の分解除去に効果を示す。この分解過程では水素が副産物として生成される。水素の生産手段としても注目されている。